# Criscianthus
Criscianthus, rod  glavočika iz podtribusa Liatrinae, dio tribusa Eupatorieae. Opisan je 2013. godine.

## Opis
Stomatanthes zambiensis izdvojen je iz afričkog roda Stomatanthes i jedina vrsta novog roda Criscianthus (Eupatorieae, Asteraceae). Criscianthus zambiensis karakterizira njegova filotaksija s tri lista po čvoru, filarije s kaudatnim vrhom i ekskluzivna vrsta dlake u svojoj cipseli. Naveden je potpuni opis roda i njegove vrste, morfološka analiza, fotografije, ilustracije i karta rasprostranjenosti. Uključen je ključ za domaće i strane vrste plemena Eupatorieae u Africi.

## Sinonimi
- Stomatanthes zambiensis R.M.King & H.Rob.; Kew Bull. 30(3): 465 (1975)